# Sin Fang
Sin Fang je projekt hudebníka Sindriho Már Sigfússona, který také působí jako zpěvák, kytarista a skladatel v islandské skupině Seabear.

## Kariéra
Sindri je jakýsi netypický posel islandské indie scény. Jako teenager se věnoval ježdění na skateboardu a byl velmi zaujatý hip-hopovou hudbou. Ruce a dlaně má potetované barevnými nesmysly, které si sám navrhl. Jeho velkou vášní je vedle vizuálního umění, také fotbal a pizza, což z něho dělá jakýsi protiklad všech ve světě prezentovaných klišé o islandských mužích. Sindri nevzal do ruky kytaru dokud nedosáhl dvaceti let. Poté, co vystudoval uměleckou akademii, se odstěhoval do Londýna, kde si během nemoci pořídil svůj první přístroj na nahrávání prvotních hudebních pokusů. Sindri byl vždy zastáncem hesla “Udělej si sám”, což nakonec vedlo k vydání jeho prvotiny Clangour, kterou vydal původně ještě jako Sin Fang Bous. Album vyšlo v roce 2009 u německého vydavatelství Morr Music a dočkalo se označení jako indie-rock s netypickými prvky.
Po vydání alba následovalo koncertování v Evropě, Severní Americe a Brazílii.
Poté, co si na Clangour nahrál všechny nástroje, došel Sindri k závěru, že by si na další album rád sestavil vlastní kapelu. Tu si nakonec utvořil ze svých přátel a členů kapel múm, Amiina či z jeho domácích Seabear. Nahrávalo se v jeho vlastním studiu a ve studiu Sigur Rós – Soundlagin studio. Druhá deska dostala název Summer Echoes a je více orientovaná pro živé hraní s kapelou. Nahrávka vyšla opět u německého Morr Music. Album obsahuje spoustu rychlých kytarových skladeb, ale i třeba intimní piánovou baladu Two Boys. Prvním singlem z alba se stala skladba Because of Blood – euforický, orchestrální pop song, který slučuje epickou melodii s několika vrstvami sborové hojnosti. Singl vyšel jako limitovaný sedmipalec, obsahující coververzi skladby Landslide od Fleetwood Mac a další cover skladby The Only Living Boy In New York od Simon and Garfunkel. Obal pro album navrhl samotný Sindri se svou partnerkou Ingou Birgisdóttir.
Roku 2012 vyrazil Sin Fang se svou kolegyní ze Seabear a spoluhráčkou v doprovodné kapele – Sóley na společné turné po Evropě.
Koncem května roku 2012, vydal Sin Fang další nahrávku – EP s názvem Half Dreams, které obsahuje bezesporu jedny z jeho nejlepších skladeb. Sindri o EP prohlásil: “tahle nahrávka je jakési předznamení léta”.
V únoru roku 2013, vydal Sin Fang další dlouhohrající nahrávku s názvem Flowers. Obsahuje jak popově založené skladby se silnými melodiemi (What’s Wrong With Your Eyes či Catcher), noisové kytary (See Ribs), Sindriho zpěv, který zní lépe než kdykoliv předtím a samozřejmě piáno a spoustu neobvyklých a originálních zvuků a ruchů. v Lednu roku 2014, jmenoval islandský časopis The Reykjavík Grapevine album Flowers nahrávkou roku 2013 a samotný Sindri se objevil na titulní obálce lednového vydání. Po vydání alba, vyrazil Sin Fang na společné evropské turné s islandským duem Pascal Pinon. Turné skončilo začátkem června v německém Berlíně a hned v září se Sin Fang vrhl na další štace. Tentokrát úplně sám s krabičkami a syntezátorem jako předskokan múm.

## Osobní život
Sindri žije se svou dlouholetou partnerkou Ingou Birgisdóttir v islandském hlavním městě Reyjkjavíku.

## Diskografie
jako Sin Fang Bous:
- Clangour (2009 u Morr Music)

jako Sin Fang:
Alba:
- Summer Echoes (2011 u Morr Music)
- Flowers (2013 u Morr Music)

EP a singly:
- Because Of The Blood / Two Boys (2011 u Morr Music)
- Half Dreams EP (2012 u Morr Music)

se Seabear:
- The Ghost That Carried Us Away (2007 u Morr Music)
- We Built A Fire (2010 u Morr Music)
- While The Fire Dies – EP (2010 u Sound Of A Handshake)